# Rüdershausen
Rüdershausen ist eine Gemeinde im Landkreis Göttingen in Niedersachsen.

## Geographie

### Geographische Lage
Rüdershausen liegt am Nordostrand des Untereichsfelds an der Rhume, die mit ihrem Uferbereich hier im Rahmen vom Naturschutzgebiet Rhumeaue, Ellerniederung, Schmalau und Thiershäuser Teiche unter Schutz steht. Die Gemeinde gehört der Samtgemeinde Gieboldehausen an, die ihren Verwaltungssitz in dem Flecken Gieboldehausen hat.

### Nachbarorte
- Rhumspringe
- Lütgenhausen
- Hilkerode
- Gieboldehausen
- Obernfeld

### Einwohnerentwicklung
Entwicklung der Einwohnerzahl:
| - 1821: 0716 - 1864: 1024 - 1895: 0957 - 1919: 0902 - 1961: 1071 - 1970: 1170 - 1973: 1189 - 1986: 1065 | - 1996: 0990 - 2001: 0984 - 2004: 0969 - 2010: 0877 - 2015: 0847 - 2021: 0809 |

## Geschichte
Die erste Erwähnung von Rüdershausen fällt in das 13. Jahrhundert. Damals, in einer Urkunde aus dem Jahr 1227, wird ein Sifridus aus Rothwicheshusen schriftlich erwähnt. Im 14. Jahrhundert fiel der Ort sowie die anderen Dörfer des Amtes Gieboldehausen Kurmainz zu. Dreimal im Jahr wurde damals in Rüdershausen das Hochgericht abgehalten. In einer Aufnahme von 1824, welche als „Gaußsche Landesaufnahme“ bezeichnet wird, lässt sich ablesen, dass im Ortsmittelpunkt der Anger lag. Von ihm gingen die wichtigsten Gebäude des Ortes aus, die katholische Kirche St. Andreas mit dem Pfarrhaus, die Schule und das „gemeine Schenkhaus“. Knapp hundert Jahre vorher, 1731, war im Mittelpunkt des Dorfes ein Bildstock errichtet worden.
Anhand der Straßennamen lässt sich die Ausdehnung des Dorfes rekonstruieren. Überliefert sind „Die Straße“ (heutige Dorfstraße und Hauptstraße), „Schmiedewinkel“ (Mühlenstraße), „Fischerwinkel“ (Rhumestraße) und „Bafflingswinkel“ (Winkel). Der Bau des Försterhauses, in welchem der Kirchenhistoriker und Volkskundler Georg Schreiber geboren wurde, fiel in das Jahr 1815. Nach seinem Tod benannte man die örtliche Grundschule und die Straße seines Geburtshauses nach ihm. Im Jahr 1905 baute man das Katharinenstift für die Niederlassung der Hildesheimer Kongregation der Barmherzigen Schwestern vom heiligen Vinzenz von Paul im Ort. Seit 1977 wird in Rüdershausen eine staatlich anerkannte Greif- und Eulenstation unterhalten.

## Politik

### Gemeinderat
Der Gemeinderat in Rüdershausen setzt sich aus 9 Ratsfrauen und Ratsherren zusammen.
- CDU: 5 Sitze (−1)
- SPD: 3 Sitze (±0)
- Grüne: 1 Sitz (+1)

(Stand: Kommunalwahl am 12. September 2021)

### Bürgermeister
Bürgermeister ist seit 2021 Arnold Sommer (SPD). Seine Stellvertreter sind Marc Lorenz (CDU) und Alfred Steckel (SPD).

### Wappen und Flagge

Wappen
Hissflagge

Blasonierung: „In Gold (Gelb) ein steigender schwarzer rotbezungter Rüde.“
Das von Fritz Reimann aus Fuhrbach entworfene Wappen wurde vom Niedersächsischen Ministerium des Inneren am 5. Dezember 1950 genehmigt. Der Rüde ist der ortsbekannten Sage „Der Mahnehund“ entnommen und steht gleichzeitig „redend“ für den Ortsnamen. Ebenso gilt der Rüde als wachsamer und treuer Begleiter der heimischen Bauern und Handwerker.
Beschreibung der Flagge: „Die Flagge ist gelb-rot quergestreift mit aufgelegtem Wappen in der Mitte.“

## Kultur und Sehenswürdigkeiten

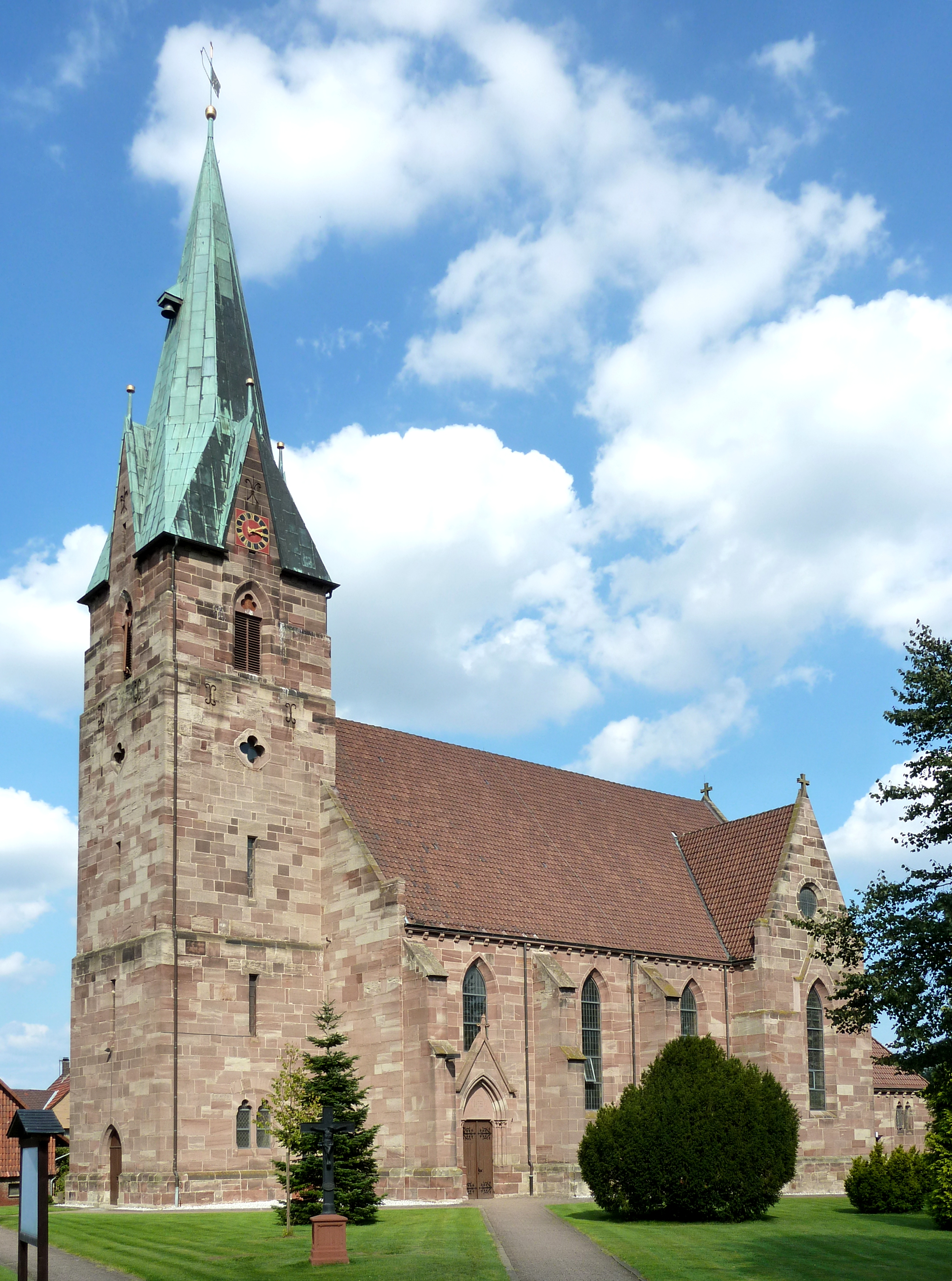
St.-Andreas-Kirche

### Kirche St. Andreas
Die heutige katholische St.-Andreas-Kirche, welche in den Jahren 1867 bis 1869 im neugotischen Stil vom Hildesheimer Architekten Wilhelm Tochtermann realisiert wurde, präsentiert sich als Nachfolger der vor 1800 errichteten Heilig-Kreuz-Kirche. Diese war im barocken Stil erbaut worden, sie musste aber schließlich aufgrund ihrer Baufälligkeit abgerissen werden, sodass ein Neubau erforderlich wurde. Die St.-Andreas-Kirche stellt dabei einen Buntsandstein-Quaderbau mit Querschiff, einem fünfseitig geschlossenen Chor sowie einem Turm aus dem Jahre 1660 dar. In der dreischiffigen Halle sind Rundpfeiler aufgestellt, auf denen sich Arkaden mit Knospenkapitellen und achteckigen Basen befinden. Durch backsteinverblendete Gurtbögen wird das Kreuzgratgewölbe in vier Joche gegliedert, dabei bestehen die Querarme aus je einem Joch. Auf fünffachen Arkaden ruht die Empore der Kirche. Die seitlichen Chorwände werden von Fresken im nazarenischen Stil geschmückt, während die Chor- und Seitenhausfenster aus den Jahren 1912 und 1919 datieren und von dem im Untereichsfeld vielfach tätigen Glaser Hubert Henning stammen. Auf dem Hauptaltar findet man mit der Evangelistenthematik ein typisches Bild der untereichsfeldischen Altäre. Neben diesem Hauptaltar stehen noch zwei Seitenaltäre im Kirchenraum, für die der Duderstädter Bildhauer Wilhelm Oppermann verantwortlich zeichnete. Weitere Bestandteile des Kircheninventars sind unter anderem ein Vortragekreuz aus dem 16. Jahrhundert mit den Maßen 42 mal 40 cm sowie eine Mondsichelmadonna aus dem Anfang des 16. Jahrhunderts. Sie ist aus Lindenholz in einer Barockfassung gefertigt und besitzt eine Höhe von 1,40 m. Seit dem 1. November 2014 gehört die Kirche zur Pfarrei St. Sebastian mit Sitz in Rhumspringe.

### Tilly-Eiche

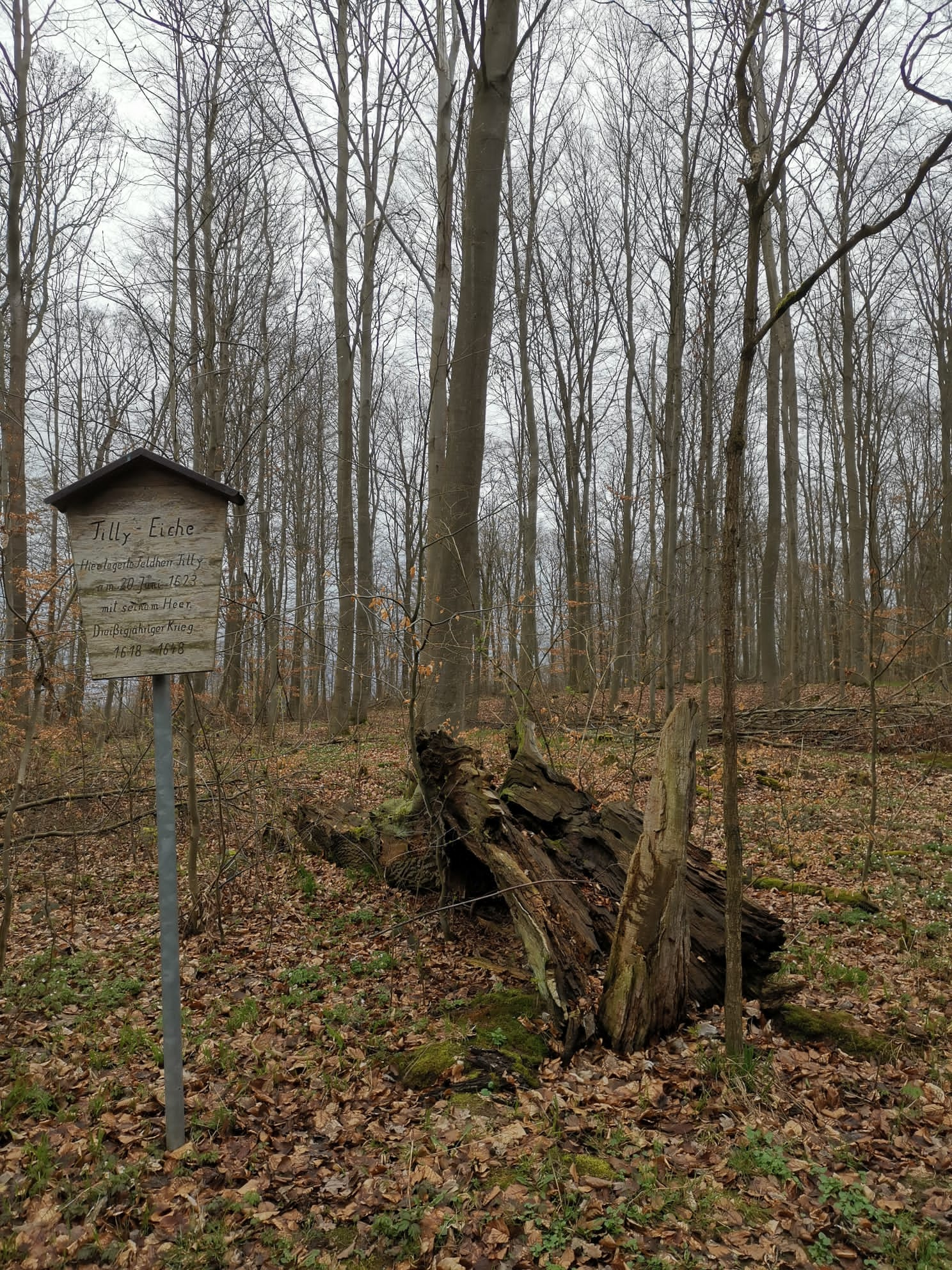
Die sogenannte Tilly-Eiche auf dem Hellberg

Auf dem Hellberg befindet sich eine etwa 300 Jahre alte Eiche, die als „Tilly-Eiche“ bekannt ist. Nach örtlicher Überlieferung soll der Baum an den Heerführer der katholischen Liga Graf Tilly erinnern.

### Die Klus
Zwischen Rüdershausen und Duderstadt steht eine kleine Kapelle, die allgemein „Die Klus“ genannt wird. Sie beherbergt eine Fatima-Madonna und wurde erbaut, nachdem die vorangegangene Klus am Klusweg im Jahre 1885 abgerissen worden war.

## Wirtschaft und Infrastruktur
Rüdershausen zeichnete sich im 19. Jahrhundert durch viele Wanderarbeiter aus, die rund 19 Prozent der Einwohnerschaft ausmachten. Im Landkreis Duderstadt gab es in keinem anderen Ort so viele Wanderarbeiter. Mehr als der Hälfte übten den Beruf des Maurers aus. Heute existieren in Rüdershausen noch einzelne Handwerks- und Industriebetriebe. Dazu zählen Hoch- und Tiefbauunternehmen, ein Sägewerk, zwei Malerbetriebe, ein Dachdeckerbetrieb, sowie zwei Fliesenlegerbetriebe.

### Verkehr
Durch Rüdershausen verläuft die Kreisstraße 107 von Rhumspringe nach Gieboldehausen, wo Anschluss an die Bundesstraße 27 nach Göttingen und Braunlage sowie an die Bundesstraße 247 nach Northeim und Duderstadt besteht. Durch Gemeindeverbindungsstraßen ist Rüdershausen mit den Nachbarorten Lütgenhausen und Hilkerode verbunden.

## Söhne und Töchter der Gemeinde
- Georg Schreiber (1882–1963), Wissenschafts- und Kulturpolitiker, (Deutsche Zentrumspartei), Universitätsprofessor